# 駒ヶ根バスターミナル

駒ヶ根バスターミナル

駒ヶ根バスターミナル（こまがねバスターミナル）は、長野県駒ヶ根市上穂栄町の駒ケ根駅北側にある、伊那バスのバスターミナル。駒ヶ根商工会館の1階にある。高速バスが主に発着する。
停留所名は高速バスは2017年12月6日までは駒ヶ根市、12月7日以降は駒ヶ根バスターミナル。2013年5月30日に廃止された市街地循環バスおよび駒ヶ根市街地循環バス（こまちゃんバス）は駒ヶ根バスターミナルとなっていた。
以下に記載された情報においても市街地循環バスおよびこまちゃんバスに関しては特別の記載がない限り廃止以前のものである。

## 構造
- 待合所の他、乗車券窓口、電話予約センターを兼ねたビルになっている。売店があったが撤去された。
- 2020年10月1日に待合室、発券所などは閉鎖された。 [2][3][4]

## 路線

### 駒ヶ根市内・近郊路線
当営業所が一般路線として管轄するのは、春～秋にかけての駒ケ岳ロープウェイ線のみである。

### 高速バス・特急バス
中央高速バス伊那線
バスタ新宿行
中央道高速バス伊那線
名古屋（栄）・名鉄バスセンター行
京都・大阪線（アルペン伊那号）
京都深草 大阪（阪急梅田）行・ユニバーサル・スタジオ・ジャパン行

#### 予約・発券のみ
中央高速バス飯田線（中央道駒ヶ根ICから乗車分を発売）
バスタ新宿行
中央高速バス立川-飯田線（中央道駒ヶ根ICから乗車分を発売）
南大沢駅・拝島営業所行
みすずハイウェイバス（中央道駒ヶ根ICから乗車分を発売）
松本バスターミナル行/長野（県庁）行
飯田 - 横浜線（中央道駒ヶ根ICから乗車分を発売）
横浜駅東口行　2008年3月15日までは、中央道駒ヶ根IC⇒駒ヶ根市⇒宮田⇒沢渡⇒伊那市⇒伊那IC前と、国道153号線を経由していた。

## 周辺
- 駒ケ根駅 徒歩3分
- 駒ヶ根郵便局

## 乗り入れ会社
- 伊那バス
- 信南交通
- 京王バス東
- フジエクスプレス
- 山梨交通
- 名鉄バス
- 阪急観光バス

## 駒ヶ根営業所（車庫） 担当路線

### 高速バス・特急バス
中央高速バス伊那線
バスタ新宿行
（続行便として飯田線を担当することもある。）
伊那線は2006年の移転と同時に始発を駒ヶ根営業所に移している。

### 路線バス
駒ヶ岳ロープウェイ夏山時期（4/10 - 11/10）のみ
駒ケ根駅前が基準となっている。（駒ヶ根営業所の乗務員運行表ではJR駅となっている）
市街地循環バス
- 南ルート（市役所⇒赤穂高校前⇒高砂園入口⇒駒ケ根駅前）
- 東ルート（ふれあいセンター⇒13町内集会所（町二区）⇒コガネイ東⇒赤穂東小学校北⇒駒ケ根駅前）
- 西ルート（文化会館前⇒昭和伊南総合病院⇒ベルシャイン駒ヶ根店⇒駒ヶ根バスターミナル⇒駒ケ根駅前）　

中沢線（大曽倉）　
中沢循環線（中曽倉・永見山）
東伊那循環線（新宮川岸⇒ふれあい広場⇒火山（ひやま）⇒西駒郷北⇒駒ケ根駅前）
なお、中沢線、中沢循環線、東伊那循環線は、駒ケ根駅前⇒琴平町3丁目⇒下平⇒新宮川岸まで同じルートで運行されている。また、天竜ふるさと祭り（地元花火大会）開催期間中は、臨時バスを運行しており、一心館（天竜ふるさと祭り最寄会場）までは、無料で乗車できる。